# Joe Sharp
Joe B. Sharp (ur. 15 września 1897 w Holdenville, zm. ?) – amerykański strzelec, mistrz świata.
Do US Army zaciągnął się 17 maja 1917 roku. Trafił potem do Francji i Niemiec (ostatni z tych krajów opuścił dopiero wiosną 1923 roku). W 1930 roku był sierżantem 8 Pułku Piechoty US Army, który stacjonował w stanie Georgia.
Sharp jest czterokrotnym medalistą mistrzostw świata, zdobywając wszystkie podia w konkurencjach drużynowych. Najlepsze wyniki osiągnął na turnieju w 1930 roku, podczas którego został dwukrotnie drużynowym mistrzem świata. Dokonał tego w karabinie dowolnym w trzech postawach z 300 m i w karabinie małokalibrowym stojąc z 50 m. 

## Medale mistrzostw świata
Opracowano na podstawie materiałów źródłowych:
| Mistrzostwa    | Konkurencja                                     | Wynik                                          | Miejsce |
| -------------- | ----------------------------------------------- | ---------------------------------------------- | ------- |
| Sztokholm 1929 | Karabin dowolny, trzy postawy, 300 m, drużynowo | 5397 pkt. (druż.) 1078 pkt. ind. (370–363–345) |         |
| Sztokholm 1929 | Karabin małokalibrowy leżąc, 50 m, drużynowo    | 1857 pkt. (druż.)                              |         |
| Antwerpia 1930 | Karabin dowolny, trzy postawy, 300 m, drużynowo | 5441 pkt. (druż.) 1088 pkt. ind. (380–360–348) |         |
| Antwerpia 1930 | Karabin małokalibrowy stojąc, 50 m, drużynowo   | 1804 pkt. (druż.) 365 pkt. (ind.)              |         |